# ベネズエラの島の一覧
ベネズエラの島の一覧を示す。

## 一覧
※完全な一覧ではない。
| 島名                                          | 面積(km2) | 場所                               | 緯度経度                                                                |
| --------------------------------------------- | --------- | ---------------------------------- | ----------------------------------------------------------------------- |
| モンヘス・デル・スール（Monjes del Sur）      |           | ロス・モンヘ諸島                   | 北緯12度21分35秒 西経70度54分08秒 / 北緯12.35972度 西経70.90222度       |
| モンヘス・デル・エステ（Monjes del Este）     |           | ロス・モンヘ諸島                   | 北緯12度23分14秒 西経70度51分20秒 / 北緯12.38722度 西経70.85556度       |
| モンヘス・デル・ノルテ（Monjes del Norte）    |           | ロス・モンヘ諸島                   | 北緯12度29分06秒 西経70度54分54秒 / 北緯12.48500度 西経70.91500度       |
| ラ・トルトゥガ島                              | 156.60    |                                    | 北緯10度55分54秒 西経65度18分29秒 / 北緯10.93167度 西経65.30806度       |
| ラ・ソラ島                                    | 0.0005    |                                    | 北緯11度18分21.2秒 西経63度34分20.2秒 / 北緯11.305889度 西経63.572278度 |
| コネヘ島（Isla Conejo）                       | 0.96      | ロス・テスティゴス諸島             | 北緯11度22分36秒 西経63度05分01秒 / 北緯11.37667度 西経63.08361度       |
| イグアナ島（Isla Iguana）                     | 0.82      | ロス・テスティゴス諸島             | 北緯11度21分29秒 西経63度08分11秒 / 北緯11.35806度 西経63.13639度       |
| モッロ・ブランコ島（Isla Morro Blanco）       |           | ロス・テスティゴス諸島             | 北緯11度20分41秒 西経63度08分00秒 / 北緯11.34472度 西経63.13333度       |
| ラハダ島（Isla Rajada）                       |           | ロス・テスティゴス諸島             | 北緯11度21分54秒 西経63度03分39秒 / 北緯11.36500度 西経63.06083度       |
| ノロエステ島（Isla Noroeste）                 |           | ロス・テスティゴス諸島             | 北緯11度24分45秒 西経63度02分40秒 / 北緯11.41250度 西経63.04444度       |
| テスティゴ・グランデ島（Isla Testigo Grande） | 4.66      | ロス・テスティゴス諸島             | 北緯11度22分51秒 西経63度07分19秒 / 北緯11.38083度 西経63.12194度       |
| フライレ・グランデ島                          | 0.75      | ロス・フライレス諸島               | 北緯11度11分43秒 西経63度44分09秒 / 北緯11.19528度 西経63.73583度       |
| エル・チャウレ島                              |           | ロス・フライレス諸島               | 北緯11度12分26秒 西経63度43分13秒 / 北緯11.20722度 西経63.72028度       |
| コミノト島                                    |           | ロス・フライレス諸島               | 北緯11度12分42秒 西経63度43分40秒 / 北緯11.21167度 西経63.72778度       |
| モロ・デ・ラ・ペチャ                          |           | ロス・フライレス諸島               | 北緯11度12分22秒 西経63度45分09秒 / 北緯11.20611度 西経63.75250度       |
| モロ・ブランコ                                |           | ロス・フライレス諸島               | 北緯11度13分00秒 西経63度46分02秒 / 北緯11.21667度 西経63.76722度       |
| パトス島                                      | 0.60      |                                    | 北緯10度38分18秒 西経61度51分50秒 / 北緯10.63833度 西経61.86389度       |
| グラン・ロク島（グラン・ロケ島）              | 1.7       | ロスロケス諸島（ロス・ロケス諸島） | 北緯11度57分00秒 西経66度40分36秒 / 北緯11.95000度 西経66.67667度       |
| マドリスキ                                    | 1.01      | ロスロケス諸島                     | 北緯11度56分07秒 西経66度39分40秒 / 北緯11.93528度 西経66.66111度       |
| グランデ島                                    | 15.1      | ロスロケス諸島                     | 北緯11度47分01秒 西経66度37分00秒 / 北緯11.78361度 西経66.61667度       |
| ブレンキラ島（ブランキージャ島）              | 64.53     |                                    | 北緯11度51分12秒 西経64度35分55秒 / 北緯11.85333度 西経64.59861度       |
| ラ・オルキリャ島                              | 0.45      | ロス・ハルマノス諸島               | 北緯11度49分21秒 西経64度26分22秒 / 北緯11.82250度 西経64.43944度       |
| ロス・モロチョ島（Isla Los Morochos）         | 0.27      | ロス・ハルマノス諸島               | 北緯11度48分44秒 西経64度25分39秒 / 北緯11.81222度 西経64.42750度       |
| グルエソ島（Isla Grueso）                     | 0.68      | ロス・ハルマノス諸島               | 北緯11度47分16秒 西経64度25分25秒 / 北緯11.78778度 西経64.42361度       |
| ピコ島（Isla Pico）                           | 0.41      | ロス・ハルマノス諸島               | 北緯11度44分37秒 西経64度23分34秒 / 北緯11.74361度 西経64.39278度       |
| フォンデアデロ島（Isla Fondeadero）           | 0.31      | ロス・ハルマノス諸島               | 北緯11度43分26秒 西経64度24分09秒 / 北緯11.72389度 西経64.40250度       |
| ラ・オルチラ島（オルチラ島）                  | 40        |                                    | 北緯11度48分00秒 西経66度10分00秒 / 北緯11.80000度 西経66.16667度       |
| アベス・デ・バルロベント島                    |           | ラス・アベス諸島（ラスアベス諸島） | 北緯11度57分49秒 西経67度25分46秒 / 北緯11.96361度 西経67.42944度       |
| アベス・デ・ソタベント島                      |           | ラス・アベス諸島                   | 北緯11度58分39秒 西経67度39分48秒 / 北緯11.97750度 西経67.66333度       |
| アベス島                                      | 0.045     |                                    | 北緯15度40分06秒 西経63度37分05秒 / 北緯15.66833度 西経63.61806度       |
| マルガリータ島                                | 1,150     |                                    | 北緯11度01分04秒 西経63度55分20秒 / 北緯11.01778度 西経63.92222度       |
| コチェ島                                      | 61        |                                    | 北緯10度46分36秒 西経63度56分41秒 / 北緯10.77667度 西経63.94472度       |
| クバグア島                                    | 24        |                                    | 北緯10度49分08秒 西経64度10分57秒 / 北緯10.81889度 西経64.18250度       |
| ラ・ボラチャ島                                | 8.1       |                                    | 北緯10度18分01秒 西経64度44分16秒 / 北緯10.30028度 西経64.73778度       |
| チマナ・グランデ島                            | 9.1       |                                    | 北緯10度17分47秒 西経64度38分53秒 / 北緯10.29639度 西経64.64806度       |
| カラカ・デル・エステ島                        | 4.67      |                                    | 北緯10度22分05秒 西経64度25分21秒 / 北緯10.36806度 西経64.42250度       |